# وسيم نوارة
وسيم نوارة لاعب كرة قدم تونسي من مواليد 26 جانفي 1986 و يشغل وسيم نوارة مركز حارس مرمى يلعب في النادي الرياضي القربي و لعب في فريق الترجي الرياضي التونسي منذ سنة 2007 .
ويبلغ طول هذا اللاعب 192 صم ويزن 87 كغ.

## النوادي
- قبل 2007 : النادي الرياضي القربي ( تونس)
- 2007-201.. : الترجي الرياضي التونسي ( تونس)